# Irat
Irat is een bestuurslaag in het regentschap Bangka Selatan van de provincie Bangka-Belitung, Indonesië. Irat telt 1217 inwoners (volkstelling 2010).